# Manuel Buzón
Manuel Buzón (* 18. Dezember 1904 in Buenos Aires; † 14. Juli 1954 ebenda) war ein argentinischer Tangopianist, Sänger, Bandleader und Komponist.

## Leben
Buzón trat bereits elfjährig bei einer vom Club Social Americana im Cine Teatro Excelsior veranstalteten Show als Sänger auf. Er absolvierte eine Ausbildung als Klavier- und Solfègelehrer, die er 1924 abschloss. Ab 1925 war er Pianist und Sänger beim Sender Radio Nacional Flores (später Radio Belgrano). Mit einem eigenen Orchester begleitete er die Sängerin Rosita Quiroga bei Aufnahmen für das Label RCA Victor. 1926 wurde er der künstlerischen Leitung, im Folgejahr künstlerischer Leiter des Senders Radio Belgrano. Er trat dort als Sänger und Dirigent eines Orquesta Típica (mit Antonio Sureda, Francisco Gomara und Aurelio Ruiz) auf. 1928 debütierte er im Kino Villa Crespo mit einem eigenen Orchester, dem Ventura Villar, Guillermo Lértora, Héctor Baldi und Agustín Furchi angehörten. Sein Tango Mediodía wurde im gleichen Jahr beim Label Victor von Alberto Vila aufgenommen.
Von 1929 bis 1930 unternahm Buzón mit einem erweiterten Orchester, dem auch der Sänger Oscar Carranza angehörte, eine Tournee durch Spanien. Er trat zunächst bei der Weltausstellung in Barcelona und nach einer Tour durch verschiedene Städte im Palacio de Oriente vor dem Königspaar auf, sodann im Principal Palace in Barcelona, im Teatro Cómico und bei Radio de Barcelona und spielte Aufnahmen bei His Master’s Voice ein. Ende 1929 debütierte er im Madrider Nachtclub Maipú Pigall's und spielte dann im Real Cinema, im Teatro Principal, im Central Cinema in Murcia, im Central in Alicante, im Café Central in Cartagena und schließlich zur Eröffnung des Salón Moderno bei der Exposición Iberoamericana in Sevilla.
Nach seiner Rückkehr nach Buenos Aires setzte Buzón die Auftritte mit seinem Orchester bei verschiedenen Radiosendern fort, zuletzt 1942–43 bei Radio Belgrano. In dieser Zeit entstanden nochmals mehrere Aufnahmen beim Label Odeon.

## Kompositionen
- Calla corazón
- La maestrita (Text von Gerónimo Martinelli Massa)
- Acacia
- Cancionero
- Mediodía (Text von Celedonio Flores)
- Gentil marquesita
- Ufa qué secante
- Madrugada
- Ojos negros
- Tarde gris
- Bigotito (Text von Ismael Aguilar und Gerónimo Martinelli Massa)
- Viejo penar
- Mano brava (Text von Enrique Cadícamo)
- Al cerrar los ojos (Text von César Vedani)